# Institutos Superiores de Ensino do Censa
Os Institutos Superiores de Ensino do Censa (Isecensa) é uma instituição privada sem fins lucrativos de ensino superior localizada na cidade de Campos dos Goytacazes, Rio de Janeiro. A instituição é promotora dos Congressos Internacionais do Conhecimento Científico.
A instituição também possui equipes esportivas em diversas modalidades esportivas.